# Višnje, Ivančna Gorica
Višnje so naselje v občini Ivančna Gorica. Višnje ležijo 3 kilometre jugovzhodno od Ambrusa in 8 kilometrov jugozahodno od Žužemberka.

## Izvor imena
Vas svojega imena ni dobila po imenu drevesa in sadeža, ki raste na njemu, temveč po sami legi naselja. Leži namreč na koncu Ambruškega polja, ki je najnižje polje v Suhi krajini. Iz župnijske kronike Alojza Zupanca je razvidno, da je višje gori polja nastala vas, kateri so zaradi te višje lege dali ime Višje. Skozi čas se je v pismeni obliki dodala črka 'n' (Višnje), a domačini še danes uporabljajo ime Višje.

## Zgodovina
Prvo omembo zasledimo v ustanovni listini stiškega samostana 24. septembra 1136. Domnevno naj bi bila tu postavljena prva cerkev v Suhi krajini. Ob ustanovitvi stiškega samostana in ob ustanovitvi novih župnij na Kranjskem, so bile Višnje središče Suhe krajine, ki je obsegalo Ambrus in Hinje. Pri cerkvi v Višnjah so imeli krški duhovniki svojo kaplanijo, ki je bila hkrati postojanka, kjer so prenočili, se okrepčali in nadaljevali pot po krajih, kjer so opravljali božjo službo in podeljevali zakramente. Zato se je takrat tudi upravičeno pričakovalo, da se bo ustanovila župnija v Višnjah. To središče se je zaradi raznih posestnih kupčij med župnijo Šentvid pri Stični, kamor je spadala celotna Suha krajina in njenimi podružnicami, ki so bile raztresene po vsej Dolenjski, premaknilo v Hinje in Ambrus. 

## Osebnosti
- Benjamin Miklič, glasbenik[3]